# Schmuckband

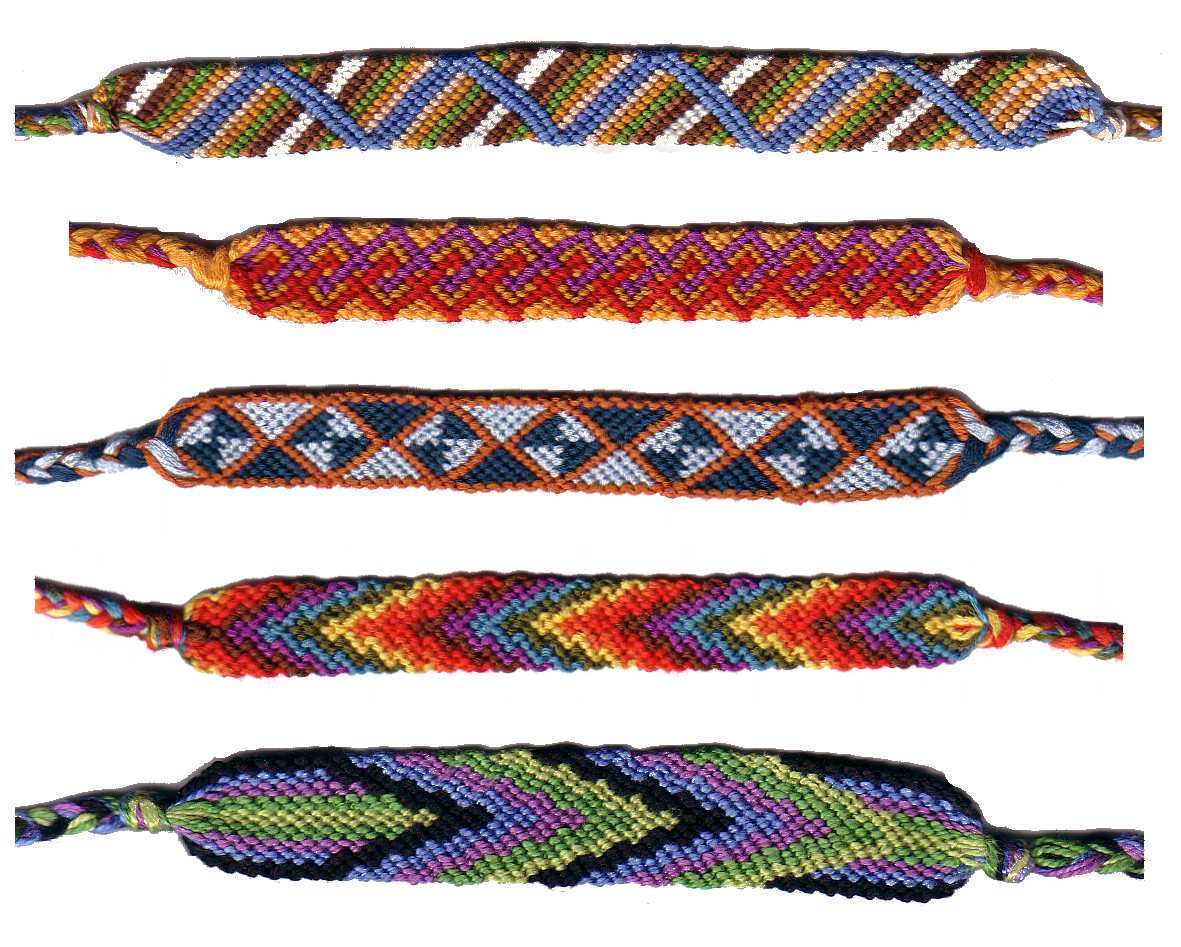
Geflochtene Freundschaftsbänder

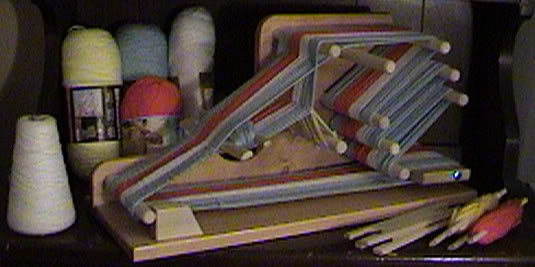
Kleiner Bandwebstuhl

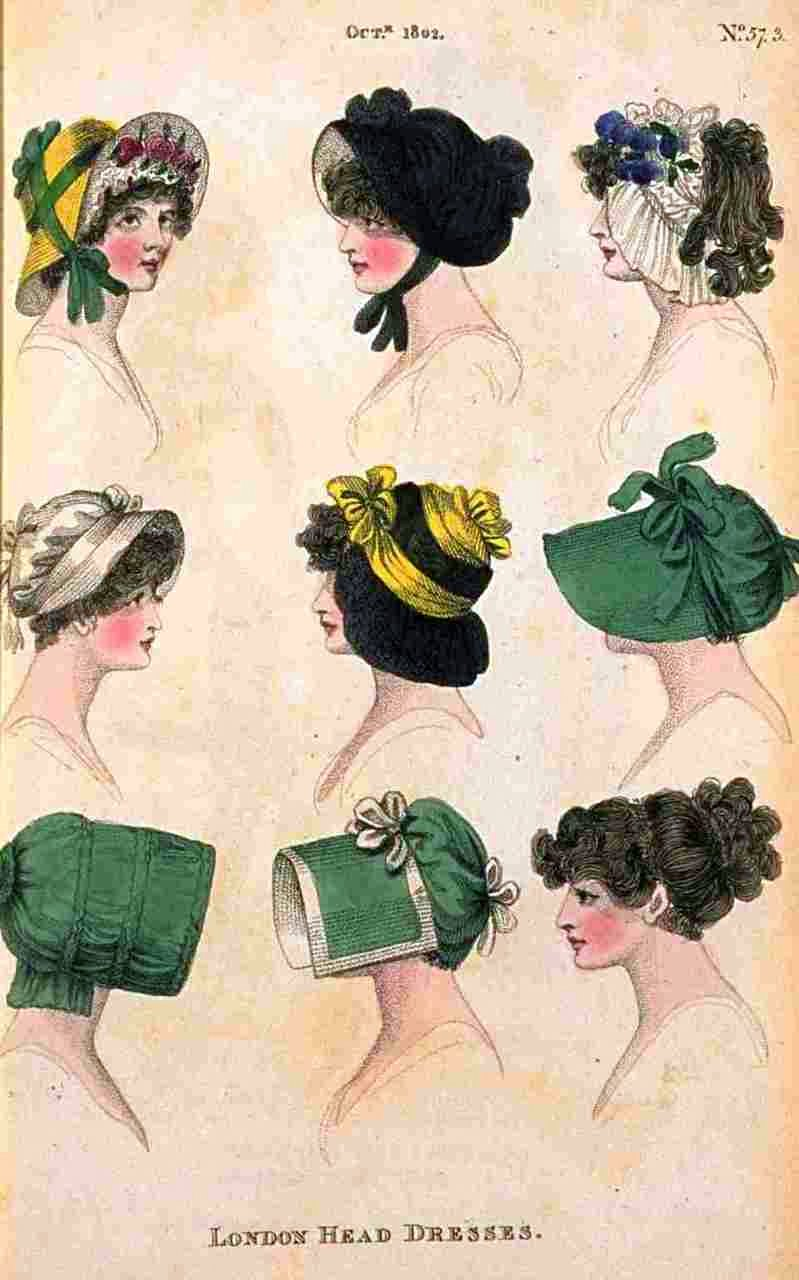
Hüte und Hauben mit Bändern (1802)

Ein Schmuckband ist ein schmales geflochtenes oder gewebtes Produkt aus Pflanzen- und Tierfasern (Hanf, Wolle, Seide etc.); manchmal wird auch Leder oder gar Aluminium verwendet. Der dekorative Charakter entsteht in der Regel durch unterschiedliche Muster oder Farbstreifen; beliebt waren und sind jedoch auch einfarbige Schmuckbänder.

## Geschichte
Die Herstellung von Bändern, Gurten etc. scheint eine deutlich spätere Entwicklung als die Herstellung von Schnüren, Kordeln oder Seilen zu sein. In der Antike waren Stirnbänder mit unterschiedlichsten Verwendungen bekannt (z. B. Siegerbinden, Königsbinden etc.). Schmale Flechtbänder konnten mit einfachen Mitteln in Heimarbeit und sogar von Kindern hergestellt werden. Erst im Mittelalter entwickelten sich der eigenständige Gewerbszweig der Bandweber und erste spezialisierte Webstühle kamen auf.

## Verwendung
Frauen
Schmuckbänder finden sich vor allem als (aufgenähte) Dekorstreifen an Hüten, Hauben oder an weiblichen Schürzen- und Rocksäumen. Sie waren billig in der Herstellung und brachten – wie auch die Stickerei etc. – ein wenig Abwechslung in die doch eher schlichte Kleidung der meisten Land- und Stadtbewohner. Gewebte wie auch bestickte Schmuckbänder entwickelten sich ganz allmählich zu einem unverzichtbaren Bestandteil der Festtagskleidung (Tracht) bei Hochzeiten oder sonstigen familiären oder gemeinschaftlichen Feiern oder Ereignissen. Bei jüngeren Mädchen wurden farbige Bänder einfach ins offene Haar bzw. in die Zöpfe geflochten. Heute finden sie sich oft an Kränzen oder Maibäumen.
Männer
Auch an Männerhüten finden sich oft Bänder („Hutband“); ebenso hingen Verdienstorden und Leistungsabzeichen nicht selten an farbigen Schmuckbändern.
Allgemein
In Festkränze (z. B. bei Hochzeiten, Maibäumen etc.) sowie in Festons wurden ebenfalls nicht selten Schmuckbänder eingeflochten.

## Herstellung
Aus der Antike ist die Technik des Brettchenwebens bekannt, doch entstanden wahrscheinlich erst im Mittelalter kleine Bandweb-Gestelle für den Hausgebrauch. In der Neuzeit wurden deren Zahl und Größe immer bedeutender; heute überwiegt die maschinelle Herstellung.